# Romi Dames
Hiromi "Romi" Dames, född 5 november 1979 i Camp Zama, är en japansk-amerikansk skådespelare och röstskådespelare. Hon är bland annat känd för rollen som Traci van Horn i Disney Channel-serien Hannah Montana.